# Antoine Fabre d’Olivet

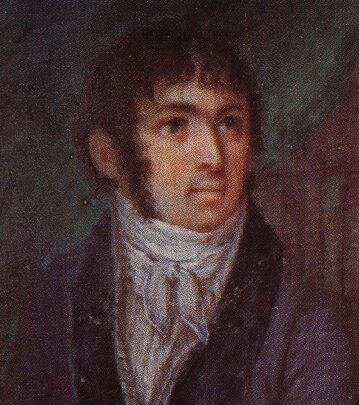
Antoine Fabre d’Olivet

Antoine Fabre d’Olivet (* 8. Dezember 1767 in Ganges (Hérault); † 27. März 1825 in Paris) war ein französischer Schriftsteller, Historiker, Philologe, Theosoph und Illuminist.

## Leben und Werk

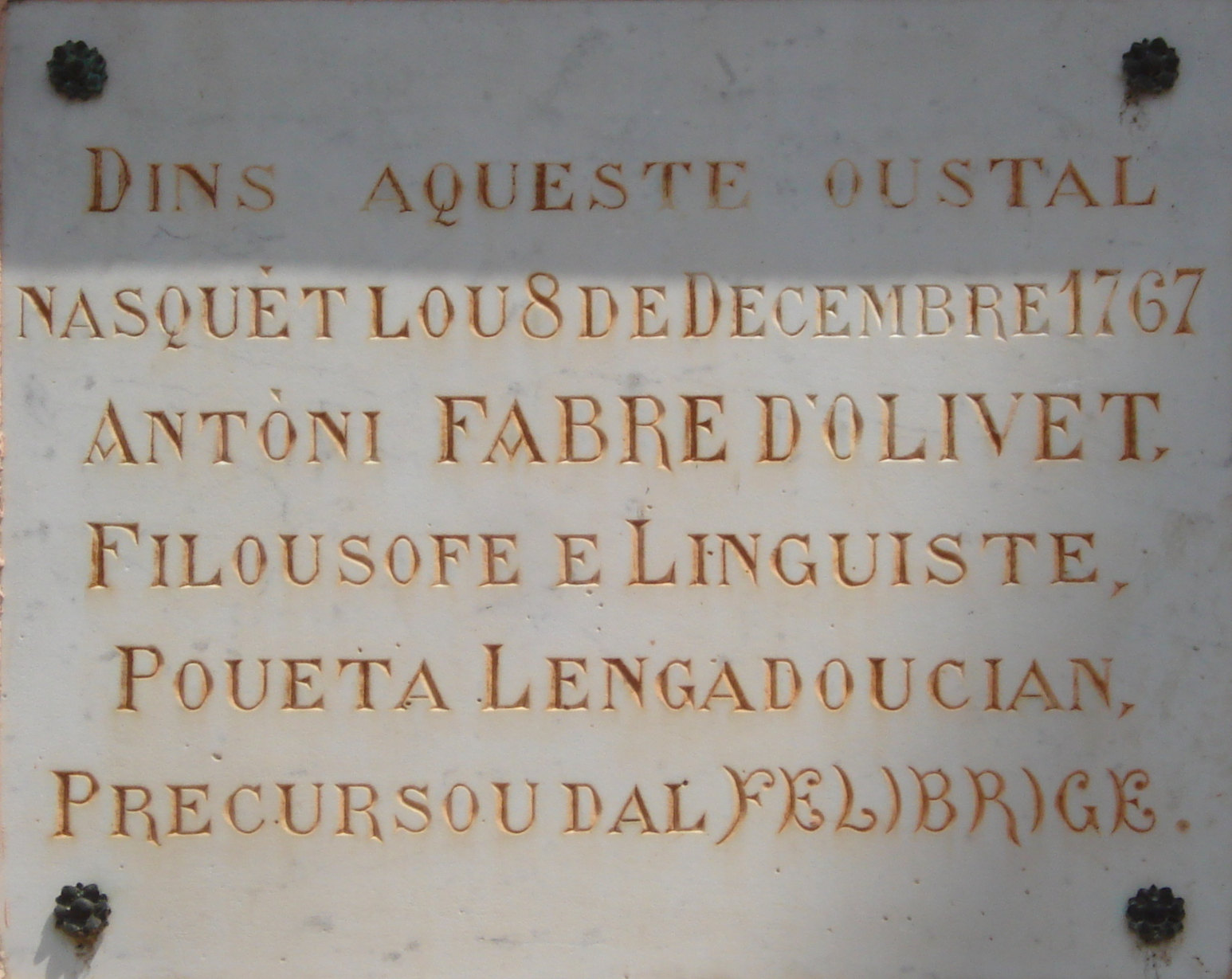
Gedenktafel am Geburtshaus Fabre d’Olivets in Ganges

Fabre d’Olivet (geb. Antoine Fabre) wurde 1767 als Sohn einer bürgerlichen protestantischen Hugenottenfamilie geboren. Später fügte er seinem eigenen Namen den Familiennamen seiner Mutter (d’Olivet de Sauves) hinzu.
Er war ein Autodidakt, gehörte während der Französischen Revolution dem Jakobinerclub an und verfasste patriotische Theaterstücke, mit denen er einigen Erfolg hatte.
1801 erschienen seine Lettres à Sophie sur l'histoire (1801), eine Übersicht über alte und neue kosmogonische Systeme und eine Geschichte der Zivilisationen. In den dieser Publikation folgenden Jahren machte er eine Lebenskrise durch, in welcher er zu der Überzeugung gelangte, dass den verschiedenen kosmogonischen Systemen eine alte Weisheitslehre zugrunde liege, die im alten Ägypten begründet und durch Eingeweihte wie Mose, Pythagoras und Orpheus weitergegeben worden sei.
1805 heiratete er Marie Varin, die später als Medium bei seinen hypnotischen Experimenten und Seancen mitwirkte. Inspiriert durch die Visionen seiner Frau schuf er eine Lehre, die die jüngeren Martinisten beeinflusste.
Im weiteren Verlauf entwickelte Fabre d’Olivet esoterische Anschauungen, die der Theosophie (im Sinne Jakob Böhmes) und dem Illuminismus zugerechnet werden. 1811 veröffentlichte er einen Bericht, wonach er durch „Magnetisierung“ einen Taubstummen geheilt habe (Notions sur le sens de l’Ouïe). Dabei habe er Kenntnisse angewendet, die er durch eine neue Übersetzung der moseschen Genesis erlangt habe. Mit Les Vers dorés de Pythagore legte er 1813 eine neue Übersetzung der Goldenen Verse des Pythagoras vor, in deren Einleitung er durch Vergleiche mit anderen antiken sowie indischen, chinesischen und persischen Texten und mit Schriften moderner Philosophen zu zeigen versuchte, dass diese alle die „Wahrheiten“ der ursprünglichen altägyptischen Offenbarung enthielten. Um 1816 folgte die schon früher erwähnte Übersetzung des Pentateuch (La Langue hébraïque restituée) mit einem Kommentar, in dem Fabre d’Olivet darlegte, dass auch Mose ein Eingeweihter gewesen sei, aber dass die in seinen Schriften enthaltene tiefe Weisheit unzugänglich geworden sei, weil die dazu erforderlichen Kenntnisse der esoterischen Bedeutungen des Hebräischen verloren gegangen seien. Er, Fabre d’Olivet, habe nun diese verborgenen Bedeutungen wiederentdeckt und die ursprüngliche theosophische Kosmogonie des Mose wiederhergestellt.
De l’État social de l’homme (1822) war eine Darstellung der Geschichte der Menschheit auf der Grundlage der in seinen früheren Werken entwickelten Kosmogonie. In der Einleitung zur 1824 erschienenen Neuauflage (mit dem neuen Titel Histoire philosophique du genre humain) erklärte Fabre d’Olivet, dass die konventionelle Geschichtsschreibung fehlerhaft sei, da sie die wahren Prinzipien, welche den Kosmos und die Geschichte beherrschen, nicht kenne. Um die Geschichte richtig zu verstehen, müsse man zuvor die spirituelle Natur der Menschheit und ihre Stellung in der Hierarchie des Universums erkennen.
1823 brachte Fabre d’Olivet eine kommentierte Übersetzung von Lord Byrons Drama Cain heraus. In seinem Kommentar führte er nochmals seine Kosmogonie und seine illuministische Interpretation der Genesis aus.
Mit einigen Anhängern gründete er 1824 eine Loge namens Théodoxie Universelle nach dem Vorbild der Freimaurer, in der allerdings die maurerischen Symbole durch solche aus der Landwirtschaft ersetzt waren. Die in dieser Loge gepflegten Lehren legte er schriftlich nieder; sie wurden aber erst 1953 unter dem Titel La Vraie Maçonnerie et la Céleste Culture veröffentlicht.

## Erkenntnistheorie
Fabre d’Olivet knüpfte an Immanuel Kant an und meinte, dessen epistemologischen Pessimismus überwinden zu können. Seine diesbezügliche Argumentation basierte auf der Annahme, dass der Mensch aus Körper, Seele und Geist bestehe und dass der Geist der Seele übergeordnet sei. Kant habe die spirituellen Fähigkeiten des menschlichen Geistes nicht erkannt und sei daher fälschlicherweise zu dem Ergebnis gekommen, dass man von spirituellen „Wahrheiten“ nichts wissen könne. Demgegenüber postulierte Fabre d’Olivet die Fähigkeit des menschlichen Geistes, intuitiv das ontologisch Absolute zu erfassen.

## Rezeption
Eine größere Bedeutung erlangte Fabre d’Olivets Werk erst in den Jahrzehnten nach seinem Tod. In den 1830er und 1840er Jahren fand er weite Anerkennung unter Illuministen. Daneben beeinflusste er sozial-religiöse Theoretiker der Romantik wie Pierre-Simon Ballanche und Pierre Leroux. Den Höhepunkt seiner Wirkung erreichte er in der Epoche des Symbolismus. Seine Histoire philosophique du genre humain fand großen Anklang bei Okkultisten am Ende des 19. Jahrhunderts, und die darin entwickelte Vorstellung aufeinanderfolgender Menschen-„Rassen“ baute Helena Petrovna Blavatsky zu ihrer „Wurzelrassen“-Lehre aus.

## Werke
- Azalaïs et le gentil Aimar – Histoire provenc̜ale, traduite d’un ancien manuscrit provenc̜al, 3 Bde., Paris 1798–1799
- Le Troubadour, poésies occitaniques, 1803, Neuausgabe Lacour, Nîmes 1997
- Notions sur le sens de l’ouïe en général, et en particulier sur la guérison de Rodolphe Grivel, sourd-muet de naissance en une série de lettres écrites par Fabre d’Olivet, 1811 (online)
- Les Vers dorés de Pythagore, expliqués et traduits pour la première fois en vers eumolpiques français, précédés d’un Discours sur l’essence et la forme de la poésie, chez les principaux peuples de la terre, 1813, Neuausgabe L’Âge d’homme, Lausanne 1991 (online)
- La langue hébraique restituée, Paris 1816, Faksimile bei Raymond Fawer S.A., Collection Delphica, Renes, Schweiz 1975
- De l’état social de l’homme, ou Vues philosophiques sur l’histoire du genre humain, 2 Bände, 1822 (online Band 1, Band 2)
- Caïn, mystère dramatique en trois actes de lord Byron, traduit en vers français et réfuté dans une suite de remarques philosophiques et critiques, 1823, Neuausgabe Slatkine, Genf 1981
- Histoire philosophique du genre humain (2 Bd.), Paris 1824

Posthum:
- Mes souvenirs, Boumendil, Nizza 1977
- Miscellanea Fabre d’Olivet, 2 Bände, Boumendil, Nizza 1978 und 1982
- La Langue d’oc rétablie. Grammaire, hrsg. von Georg Kremnitz, Braumüller, Wien 1988
- La Langue d’Oc rétablie dans ses principes, Steinfeld, Ganges 1989